# Góra Okrągła (Złatna)
Góra Okrągła, Okrągła (950 m) – szczyt w miejscowości Złatna w Grupie Pilska w Beskidzie Żywiecko-Orawskim. Znajduje się w północno-zachodnim grzbiecie Grubej Buczyny (Kikuli), opadającym do doliny potoku Bystrej. Grzbiet ten z dwóch stron opływają potoki Kościelec i Straceniec, Okrągłą opływając szerokim łukiem, wskutek czego w rzucie pionowym szczyt ten ma rzeczywiście okrągły kształt.
Okrągła znajduje się w granicach wsi Złatna w województwie śląskim, w powiecie żywieckim w gminie Ujsoły. Ma kopulasty kształt i dwa wierzchołki o tej samej wysokości. Jest tylko częściowo zalesiona, dużą część jej łagodnych stoków zajmują pola miejscowości Złatna i osiedla Złatna.